# 曽野綾子
- 曽野綾子
- 曾野綾子

曽野 綾子（その あやこ、1931年9月17日 - 2025年2月28日）は、日本の小説家、政治評論家。日本財団会長、日本郵政取締役を務めた。日本芸術院会員。文化功労者。
「曾野 綾子」とも表記される。本名は三浦 知壽子（旧姓：町田）。夫は三浦朱門。カトリック教徒で、洗礼名はマリア・エリザベト。
聖心女子大学文学部英文科卒業。『遠来の客たち』が芥川賞候補に挙げられ、出世作となった。以後、宗教、社会問題などをテーマに幅広く執筆活動を展開。エッセイ『誰のために愛するか』はじめベストセラーは数多い。晩年は生き方や老い方をテーマとしたエッセイが多く、人気を集めていた。保守的論者としても有名だった。

## 来歴・人物
東京府南葛飾郡本田町（現・葛飾区立石）に父・町田英治郎、母・キワの二女として生まれる。幽里香という姉がいたが、曽野が生まれる8年前に亡くなっており、一人娘として成長。 1934年、大森区田園調布に移る（以後、三浦朱門と結婚後も同所に居住）。 母親の希望により幼稚園から大学まで聖心女子学院に通う。敗戦前後の10ヶ月ほど金沢に疎開し、金沢第二高等女学校（現・石川県立金沢桜丘高等学校）に転校。勤労動員令が下り、平野化学工場に配属される。1946年3月、東京に戻り聖心に復学する。一人娘ゆえ、小学校より親の知人の次男が婿養子に決まっており、一流大学出の秀才であったが、中学の頃に破談となっている。曽野本人の意に沿わぬ相手だったのが理由だが、父親が病気治療で退社し、家勢が衰えたことも大きな要因だった。戦後、父親は姻戚（義弟・山口堅吉）を頼り、米軍に接収された箱根宮ノ下の富士屋ホテルの支配人となる（妻子を田園調布に置いての単身赴任だった。山口は最後のオーナー経営者）。芥川賞候補作「遠来の客たち」の舞台となる米軍接収の箱根山ホテルはここをモデルとしており、実際に曽野は1948年の夏、ここに滞在してアルバイトまがいの手伝いをしていた。同年9月26日、洗礼をうける。
中河与一主宰の同人誌『ラマンチャ』（1951年5月）に載った「裾野」が臼井吉見の目にとまり、臼井の紹介で現在の夫・三浦朱門や阪田寛夫らの第十五次『新思潮』に加わる。朝日放送に入社した阪田の伝手もあり、同人誌発行資金獲得のため同社にコントを投稿し数編採用される。「鰊漁場の図」（新思潮5号）、「田崎と鶴代」（新思潮6号）、「片隅の戦士」（世界8・9月合併号）と発表し、22歳で文学的アドバイザーでもあった三浦と結婚。山川方夫の紹介で『三田文学』に書いた「遠来の客たち」が芥川賞候補となり23歳で文壇デビュー。以後、次々に作品を発表。30代で不眠症に苦しむが、『弥勒』『無名碑』など新しい方向性にチャレンジするうち克服した。
大学の後輩である上皇后美智子とは親交が深く、三浦の生前から夫婦ぐるみで親しかった。上皇后（天皇）夫妻が葉山で静養する折、夫妻で三浦半島の曽野の別荘を訪問することも多い。
文化人類学者の三浦太郎は長男で、彼をモデルにして『太郎物語』を執筆した。太郎の妻はエッセイストの三浦暁子。
1995年から2005年まで日本財団会長職を務め、2009年10月からは日本郵政社外取締役に就任。2000年、元ペルー大統領のアルベルト・フジモリ（1992年のアウトゴルペで失脚）が日本に長期滞在した折、自宅に私人として受け入れた。
今日に至るまで多数のベストセラーを著しており、代表的なものに『誰のために愛するか』（1970年、278万部）、『戒老録』（1972年、85万部）、『太郎物語　高校編』（1973年、117万部）、『同　大学編』（85万部）、『虚構の家』（1974年、約50万部）、『幸福という名の不幸』（1975年、60万部）、『「いい人」を止めると楽になる』（1999年、70万部）、『老いの才覚』（2010年、100万部）、『人間にとって成熟とは何か』（2013年、80万部）、『人間の分際』（2015年、30万部）、『夫の後始末』（2017年、20万部）などがある。
2025年2月28日午後2時59分、老衰のため、東京都内の病院において死去。93歳没。

## 家族
- 父・英治郎（1892年（明治25年）10月25日生）
町田治右衛門の次男に生まれる[2]。1919年（大正8年）慶應義塾大学部理財科を卒業後、大和護謨製作所に入社。1921年（大正10年）同社支配人、1926年（大正15年）取締役を経て、後専務に就任[2]。1949年（昭和24年）富士屋ホテル総務部長に就任[30]。
- 母・キワ（1899年（明治32年）10月2日生）
大和護謨製作所創業者・大和真太郎の妹[2]。共立女子学園卒業[2]。

## 活動・主張

### 沖縄戦の歴史問題について
- 沖縄戦における集団自決強要の渡嘉敷島での真偽を調査したノンフィクション『ある神話の背景』や小中高校生への奉仕活動を打ち出した「日本人へ」（教育改革国民会議第一分科会報告書）などでは論争を巻き起こした。特に『ある神話の背景』では、集団自決の軍命があったとする『鉄の暴風』や大江健三郎の『沖縄ノート』等が現地取材もせず間違った記述が多いと主張（軍命をしたとされてきた本人は曽野の原稿の雑誌連載の数年前ほどから命令説を否定し出していた）した。この著書を一つの証拠資料として、2005年8月に軍命をしたとされてきた梅澤裕と赤松大尉の遺族が、大江健三郎と岩波書店に名誉毀損と賠償・出版差し止めを求める裁判（「集団自決」訴訟）を起こした[注 2]。2007年の教科書検定で文部科学省は、高校歴史教科書の検定において、これまで事実とされてきたことが裁判係争中であることを理由の一つとして、日本軍の強制記述を削除する検定意見を付けて削除させた。2007年9月これを受けて「教科書検定意見撤回を求める県民大会」が沖縄県宜野湾海浜公園で開かれ、11万人が参加。同年12月文部科学相の諮問機関「教科用図書検定調査審議会」は、訂正申請をした教科書会社に対し「軍の関与」などの表現で、日本軍が住民の集団自決にかかわっていたとする記述の復活を認めた。裁判は、2008年3月第一審は「集団自決に日本軍が深く関わった」と判断して大江・岩波側が勝訴した（曽野の著作は「客観的な根拠を示して赤松大尉命令説を覆すものとも、渡嘉敷島の集団自決に関して軍の関与を否定するものともいえない」と判示された）。その後二審も原告側控訴を棄却。2011年、最高裁は原告側の上告を退け大江・岩波側の勝訴が確定した。

- 著作『ある神話の背景』を巡る議論
  - 『ある神話の背景』については1985年に『鉄の暴風』の著者太田良博より反論があった。太田の主な主張は、曽野は自決命令があったことを自身の手記に書いている金城重明に取材していない、責任者と見られる赤松の主張に不自然な点が多々ありながらそれらを問題にしていない、朝鮮人徴用工の扱いについて曽野がこれを書けば大変なことになると言うのを太田が聞いた（つまり、それが実際に書かれていない以上、曽野は不都合なことは伏せていると思われる）といったものであった[31]。曽野は、太田に対して「こういう（『鉄の暴風』のような）書き方は歴史ではない。神話でないというなら、講談である」「太田氏という人は分裂症なのだろうか」と返した。
  - 上記太田良博の『鉄の暴風』では赤松が住民自決の要を主張したとされる"地下壕"における夜の会議について、曽野の『ある神話の背景』では赤松らの壕濠りについて延々と書いた後で「しかし、鉄の暴風はその夜のことを決してそのように伝えていない。それどころか、全く別の光景が描かれている」[32]と紹介し、さしたる根拠も示さず、壕濠りしていた以上会議はなかった筈と印象付けるかのような書き方になっている。また続けて、上記会議で『鉄の暴風』では赤松の島民自決の主張を聞いて悲憤したとされる赤松副官の知念元少尉に会った時の話として、地下壕の存在について知念に質問し、当時地下壕はなかったという回答を得て、肝腎の赤松の自決主張の有無については知念に質問したのかどうかは完全にうやむやに、「地下壕はなかった。だから、『鉄の暴風』の内容はそのまま信じられない。当の知念元少尉自身が承認しない」と、通常ならば壕を地下壕と書いてしまったかどうかであろうという問題を、さながら、壕が地下壕でなければ自決論自体がありえないかのような話にすり替えている[32]。
  - 山崎行太郎は、(1) 『SAPIO』2007年11月28日号の曽野の対談や『ある神話の背景』を見て、曽野が大江健三郎の『沖縄ノート』に記された、軍の責任なり、起こった事態の罪深さとしての「罪の巨塊」(物･概念)[注 3] を「罪の巨魁」(人）と誤読しているとし、(2) 曽野が沖縄での取材で富山真順への取材が自分に不利なこととわかると、家永教科書裁判の法廷で「そういう人物は知らない」と嘘の証言までして、富山真順との接触を否定したとし、(3) 曽野の依拠する『陣中日誌』が渡嘉敷島にいた軍関係者の手によって一種の政治的な意図をもってまとめ直され1970年に発表された二次資料に過ぎないとし、(4) 『鉄の暴風』が新聞社の企画した「集団自決」の生き残りや目撃者達との座談会に出席した上で、彼等の体験談や目撃談を元に書き上げたもので、伝聞情報だけを元に記者たちが勝手に想像して書き上げものではない、などと自身のブログで主張した。しかし上記 (1) については、『SAPIO』2007年11月28日号にて曽野の対談相手であった上武大学大学院教授の池田信夫は、彼女は「キョカイ」と発音しており、それを「巨魁」と誤記したのは編集部なだけである、と曽野が誤読などしていないと主張し、「山崎行太郎という著書といえば自費出版しかないような自称評論家は対談もしたことがないのだろうか」と批判している[33]。これに対し、山崎は、1984年以降に出された曽野の『ある神話の背景』においては全て「罪の巨魂」と表記されていることを示して、「池田信夫君、逃げないでね(笑)。君の日本語は大丈夫か?」と反論している。すなわち、『ある神話の背景』の初版では「罪の巨塊」と正しく記されている[34]にもかかわらず、1984年の読売新聞社版以降の版[注 4]では全て「罪の巨魂」と記されていることから、「曽野綾子は、初版本の段階から、というより沖縄集団自決問題に関心を持ち現地取材を開始する時点から、大江健三郎も指摘しているように、明らかに『巨塊』を『巨魁』と誤読し、誤解していたと思われる」と述べている[注 5]。実際に、上記『SAPIO』2007年11月28日号では曽野は「人を罪のキョカイだと思ったことはない。罪のキョカイという人がいるのなら絶対見に行かなきゃいけないと思った」と述べており、また、この当時の産経新聞のオピニオン欄でも曽野は、私はこれまで罪のキョカイだと思える人物に会ったことがなかった、それほど悪い人がいるなら会っておきたいと思った、たとえは悪いが、サーカスの呼び込み屋が人魚がいるよと言うのを聞いて人魚を見に行くようなもの、と述べており[35]、少なくともこの時点ではキョカイを（字としては、巨塊であろうが巨魂であろうが）明らかに巨魁という意味で曽野は使っていたと思われる。曽野の引用の元となった大江の文章は、別段、大江が個人そのものを罪の巨魁扱いしているわけではない事が理解できるような内容のものであったが、この記述も理由の一つとして、いわゆる保守派の後押しを受けた原告らによって大江と岩波書店は名誉棄損訴訟を起こされ、それに関連して曽野が2007年にこれらのインタビューや寄稿依頼を受けることになったものである。そのため、当時未だに曽野が内容を事実上巨魁として思い込んでいたらしき事に、曽野は問題が出てきても文章を読み返さなかったのだろうかと驚く声は多かった。
- 「沖縄は閉鎖社会」と発言。「学校教育の場では「日の丸」を掲揚し、「君が代」をきちんと歌わせる」べしと主張した（沖縄タイムス1985年4月8日 - 4月18日）。
- 慶良間列島の島々の名前を覚えにくいという人のためと「慶良間ケラケラ、阿嘉んべ、座間味やがれ、ま渡嘉敷」という戯れ歌を作った（諸君!1971年10月）。これは『ある神話の背景』の冒頭近くにそのまま載せられており、週刊新潮や地元マスコミの記事から赤松と一部地元住民の意見対立、先行の石田郁夫の渡嘉敷島訪問時のルポから住民間にも当時の評価について意見の違いがあること[36]等を知った曽野が、大江健三郎、太田良博へのアンチテーゼとして作品をまとめるつもりで、初めから取材の方向性を決めていたのではないかと疑う声は強い。太田良博は、当時島にいた朝鮮人徴用工の扱いについて、これを書いたら大変なことになる（←赤松部隊から彼らが虐待と言えるような扱いを受けたことか？）と曽野が言うのを聞いたとしており[31]、事実であれば、曽野は自身の書きたい結論にそぐわないことは無視して取りあげていないことになる。
- 家永教科書裁判三次訴訟では被告（国側）側の証人として証言し、沖縄戦の渡嘉敷島での「集団自決」についての見方を示した。証言は以下「彼ら（赤松隊）は好むと好まざるとに関わらず島を死守することになったが、それとても決して島民のためではなかった。村民はおそらく『小の虫』であって、日本の命運を守るために犠牲となる場合もある、と考えられていたに違いない」（出典：沖縄戦と教科書、安仁屋政昭他、2000年）
- 2016年11月 - 沖縄県の米軍北部訓練場のヘリコプター離着陸帯（ヘリパッド）移設工事反対派に対し、大阪府警の機動隊員が「土人」と発言したことについて、産経新聞において、「私は父のことを『東京土人』とか、『東京原住民』とかよく書いている。私を含めてすべての人は、どこかの土人、原住民なのだが、それでどこが悪いのだろう。『沖縄の土人』というのは、蔑称だと思う蓮舫氏の方こそ、差別感の持ち主だと思われる」と書き、物議を醸す[37]。

### 学校教育に関して
- 中学教科書において必修とされていた二次方程式の解の公式を、作家である自分が「二次方程式を解かなくても生きてこられた」「二次方程式などは社会へ出て何の役にも立たないので、このようなものは追放すべきだ」と発言したことを夫・三浦朱門が紹介している[要出典]（この後、三浦朱門が教育課程審議会で削除を主張し、現行中学課程で「二次方程式の解の公式」は必修の事項ではなくなった）。数学者の岡部恒治は、西村和雄編『学力低下が国を滅ぼす』中でこれに異議を唱えている。また自身もゆとり教育の導入を決定した、中曽根政権における臨時教育審議会（臨教審）のメンバーを務めた[38]。
- 2013年第二次安倍内閣における教育再生実行会議の第一次有識者メンバーに選任された[39]。産経新聞の連載コラムに、「（体罰教師と橋下徹市長には）人を変えられるという思い込み」があると持論を展開したことで橋下徹市長の怒りを買い、twitterで「教育再生会議のメンバーを辞めるべきだ」「とっとと教育の場から去って欲しいね」「教育の現場では、その思い込みがないとやってられない。僕は教育者でないので人を変える役割ではない。しかし教育者にはその思い込みを持ってもらわなきゃ困る」などと反論された[40][出典無効][41]。

### 災害・事故に関して
- 大型台風被害について、「一晩くらいの事で何でそんなに避難者を甘やかすのか。避難したら新聞紙を床に敷いて、何枚も重ね着をして眠るのが当然。弁当なども配る必要はない。天気予報があるのだから、健常者は食糧寝具くらい持って早めに避難所に来るのが普通」とコラムで述べる[42]。
- 新潟県中越地震について、「避難所で救援物資を当てにして待っている避難者は甘え過ぎだ。避難する時に寝具を担いで逃げるのは当たり前。自分ならガス漏れの心配のない所ですぐに火を熾して米を炊く。必要なものが手元にないのなら、その辺で調達してくる才覚も必要だ」とコラムで述べた[43]。
- 2011年、渡部昇一との対談で福島第一原子力発電所事故に言及し、東京電力に責任はなかったとしつつ、「放射線の強いところだって、じいさんばあさんを行かせればいいんですよ。何も若者を危険にさらすことはない。私も行きますよ。もう運転免許は失効していますが、あそこは私有地だから無免許でも構わないでしょう（笑）」、「かえって元気になるかもしれません（笑）」と発言した[44]。ただしその後、曽野が福島第一原子力発電所を訪問した事実はない。曽野はまた2014年に「被災者や高齢者といった"弱者"と呼ばれる人々の甘え、そしてその甘えを当然の権利と認めてしまう社会に不安を覚えます」とも発言した[45]。

### アパルトヘイトと人種問題について
産経新聞コラム「透明な歳月の光」の2015年2月11日付けで、移民の人種を基準として居住区を分離した方が好ましいと発言して問題となった。曽野はこのコラムで、「労働力不足と移民「適度な距離」保ち受け入れを」と題し、「南アフリカ共和国の実情を知って以来、私は、居住区だけは、白人、アジア人、黒人というふうに分けて住む方がいい、と思うようになった」「人間は事業も建築も研究も何もかも一緒にやれる。しかし居住だけは別にした方がいい」と主張した。さらに、「高齢者の面倒を見るのに、ある程度の日本語ができなければならないとか、衛生上の知識がなければならないとかいうことは全くない」「『おばあちゃん、これ食べるか？』という程度の日本語なら、語学の訓練など全く受けていない外国人の娘さんでも、2、3日で覚えられる。日本に出稼ぎに来たい、という近隣国の若い女性たちに来てもらって、介護の分野の困難を緩和することだ」などと発言した。
曽野のコラムに対し、モハウ・ペコ南アフリカ駐日大使およびNPO法人アフリカ日本協議会は、アパルトヘイト政策を容認する内容だとして、曽野および産経新聞社常務取締役へ抗議文を送った。さらに、日本国内のアフリカ研究者の学会である日本アフリカ学会の歴代会長ら約80人も、コラムの撤回や関係者への謝罪などを求め、連名の要望書を同紙に送った。「ロイター」や「ウォール・ストリート・ジャーナル」も批判的に報じた。
しかし、こうした抗議に対し曽野は「差別ではなく区別」「撤回するつもりない」という姿勢を見せた。また、介護の現場が3Kで低賃金な労働環境であるのに、人手不足を経済連携協定や技能実習制度といった外国人労働者で埋めようとする考え方、日本がこれから先も出稼ぎ先として魅力的な国であるという認識、介護職は2、3日で覚えられる語学力で問題ないとする認識（実際には「技能実習制度見直しに関する法務省・厚生労働省合同有識者懇談会」、「外国人介護人材受入れの在り方に関する検討会」の報告書で、日本語能力試験で入国時点でN4、実習2年目に移る際に課す試験でN3程度を目指すとされた）、専門知識の無い低熟練状態でも問題ないとする認識の低さについての指摘もされた。
その後の言説としては、ブログで「もし記事に誤りがあるなら、私はそれを正します。私も人間ですから、過ちを犯します。しかしこの記事について、誤りがあるとは私は思いません」と書いたことがウォール・ストリート・ジャーナルで報じられた。『新潮45』連載「人間関係愚痴話」2015年4月号の第47回「『たかが』の精神」で、たかが一作家の自分の考えに対して「肩書一つ正確には書けなかった新聞や通信社が、こうやってヘイト・スピーチを繰り返し、そこに覆面のツイッターが群衆として加わって圧力をかけ、どれだけの人数か知らないが、無記名という卑怯さを利用して、自分たちは人道主義者、曽野綾子は人種差別主義者、というレッテルを貼ることに無駄な時間を費やしている、その仕組みを今度初めて見せてもらって大変ためになった。私は覆面でものを言う人とは無関係でいるくらいの自由はあるだろう。」と述べている。
ただしウォールストリートジャーナルの記事は"Yuka Hayashi"、ロイターの記事は"Elaine Lies"による署名記事である。

### 日本財団会長として
- 日本財団の会長時代に、ペルーでの小学校建設や不妊手術を伴う家族計画の保健所整備等の援助[59]を通してアルベルト・フジモリ元大統領と交流を持つようになり、2000年の日本亡命時には宿を提供した[60]。
- 1972年から2012年まで海外邦人宣教者活動援助後援会 (JOMAS) の代表として海外の聖職者たちのボランティア活動にも協力（『神さま、それをお望みですか―或る民間援助組織の25年』[要ページ番号]に詳しい）。

### 批判された発言
- 2013年8月 - 週刊現代への寄稿文「『私の違和感』 何でも会社のせいにする甘ったれた女子社員たちへ」が物議を醸す[61]。
- 2015年7月 - 岩手県矢巾町の13歳の男子中学生がいじめを苦に自殺した問題で、「自殺した被害者は、同級生に暗い記憶を残したという点で、彼自身がいじめる側にも立ってしまった」(『週刊ポスト』9月18日号）と持論を展開して問題となった。
- 2016年1月、2月 - 90代の病人がドクターヘリによる救助を要請した話を発端として、曽野は産経新聞のコラムで「生きる機会や権利は若者に譲って当然だ」「ある年になったら人間は死ぬのだ、という教育を、日本では改めてすべき」と述べた。またそれを受けて『週刊ポスト』に「高齢者は『適当な時に死ぬ義務』を忘れてしまっていませんか？」というタイトルで曽野のインタビュー記事が載り、物議を醸した[62]。

### その他
- チリ・クーデターの際に、サルバドール・アジェンデは左翼にしか奉仕しない政治家だとしてアウグスト・ピノチェト将軍を首班とする独裁軍事政権を擁護した[63]。
- 学生運動の評価をめぐって上野千鶴子と論争（1989年）。
- クリスチャンの立場からか、靖国神社に代わる国立追悼施設建設に賛成している。個人としては靖国神社に参拝しており、2007年6月に李登輝が靖国神社に参拝した際、夫・三浦朱門と共に同行した[64]。
- 政府の教育改革国民会議委員として、「バーチャル・リアリティはある面では悪であるとはっきり（言う）」「満18歳で、国民を奉仕役に動員すること」を主張[65]。特に前者は、政府の公式サイトで「バーチャル・リアリティは悪であるということをハッキリと言う」と要約されたため、話題になったが、「ある面」とは何を指すのか、当人も明言していない[66]。
- キリスト教徒（カトリック）の立場から人工妊娠中絶には反対の立場をとっている。「言い残された言葉」で[要ページ番号]赤ちゃんポストを「どうしても赤ちゃんを育てられない母親が、子供を安全に捨てるための制度であり、装置である」として支持している。

## 受賞・栄典
- 1979年 ヴァチカン有功十字勲章[67]
- 1980年 『神の汚れた手』で第19回女流文学賞に選ばれるが辞退
- 1987年 『湖水誕生』で昭和61年度土木学会著作賞[68]
- 1988年 第3回正論大賞[69]
- 1993年 第49回日本芸術院賞・恩賜賞[70]、日本芸術院会員
- 1995年 第46回NHK放送文化賞[71]
- 1997年 第31回吉川英治文化賞[72]、第4回読売国際協力賞
- 2003年 夫の三浦朱門に続き文化功労者[73]に選出
- 2012年 第60回菊池寛賞[74]

### 選考委員として
- 1971年、第38回オール讀物新人賞選考委員を務める[75]。
- 日本財団が資金援助した日本海事広報協会が主催する海洋文学大賞（審査員：北方謙三、半藤一利、鈴木光司他）の選考委員長を1度（第6回、2002年）[76]、実行委員長3度（第7 - 9回、2003年 - 2005年）を務める。[77][78][79]

## 著書

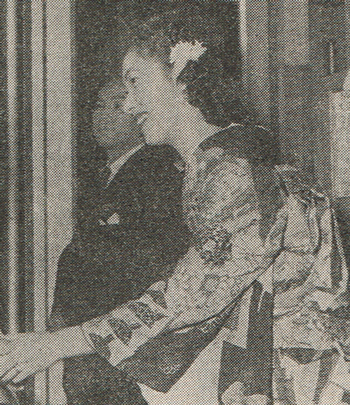
三浦朱門との結婚式で（1953年）

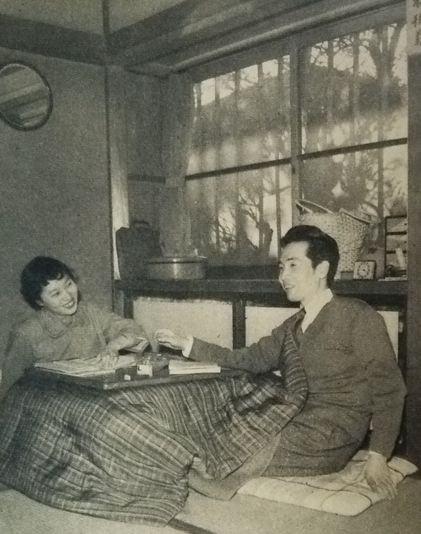
夫・三浦朱門とともに（1955年）

### 長編小説
- 『黎明』大日本雄弁会講談社 1957 のちPHP文庫、徳間文庫
- 『春の飛行』筑摩書房 1958  のち文春文庫
- 『死者の海』筑摩書房 1958
- 『わが恋の墓標』新潮社 1959 のち文庫
- 『夜と風の結婚』文藝春秋新社 1959 のち文庫
- 『キャンパス110番』文藝春秋新社 1959
- 『たまゆら』講談社 1959 のち新潮文庫（男女の無為な日常を綴った）
- 『塗りこめた声』集英社 1961
- 『途上』東都書房 1961
- 『女神出奔』中央公論社 1961 のち文庫
- 『諦めない女』中央公論社 1961 のち文庫
- 『リオ・グランデ』文藝春秋新社 1962 のち集英社文庫
- 『午後の微笑』毎日新聞社 1962 のち文春文庫
- 『火山列島』朝日新聞社 1962 のち角川文庫、朝日文庫
- 『海抜0米』集英社 1963　のち文庫
- 『二十一歳の父』新潮社 1963 のち文庫（NHKでドラマ化）
- 『青春の構図』桃源社 1964 のち文春文庫
- 『ぜったい多数』講談社 1965 のち角川文庫、文春文庫
- 『砂糖菓子が壊れるとき』講談社 1966 のち新潮文庫（マリリン・モンローをモデルに書かれ、若尾文子主演で映画化もされた）
- 『弥勒』河出書房新社 1966
- 『娘たちはいま 満天の星』講談社 1967
- 『続・娘たちはいま 樹々の語らい』講談社 1968
- 『無名碑』講談社 1969　のち文庫（田子倉ダムやアジア・ハイウェーの建設現場で働く技術者たちの人生を描く）
- 『傷ついた葦』中央公論社 1970 のち文庫 （鬱屈した神父の生活を描いた）
- 『生命ある限り』正続、読売新聞社 1970-72　のち新潮文庫、角川文庫
- 『冬の螢』集英社(コンパクト・ブックス)　1970
- 『曽野綾子選集』全7巻 読売新聞社 1971
- 『切りとられた時間』中央公論社 1971  のち文庫
- 『遠ざかる足音』光文社 1972　のち文春文庫
- 『幸福という名の不幸』講談社 1972 のち文庫
- 『人間の罠』サンケイ新聞社 1972  のち文春文庫
- 『奇蹟』毎日新聞社 1973 のち文春文庫
- 『太郎物語 高校編』新潮社 1973 のち文庫（息子、太郎をモデルにした青春小説）
- 『曽野綾子作品選集』全12巻 桃源社 1974-75  のち光風社より復刊
- 『仮の宿』毎日新聞社 1974 のち角川文庫、PHP文庫
- 『片隅の二人』集英社 1974 のち文庫
- 『円型水槽』中央公論社 1974 のち文庫
- 『虚構の家』読売新聞社 1974 のち文春文庫（家庭内暴力を描いてベストセラーになった）
- 『いま日は海に』講談社 1975  のち文庫
- 『至福 現代小人伝』毎日新聞社 1975 のち中公文庫、徳間文庫
- 『地を潤すもの』毎日新聞社 1976  のち講談社文庫
- 『希望』中央公論社 1976 のち文庫
- 『木枯しの庭』新潮社 1976 のち文庫 （自分を呪縛する母親から自立できない学者の苦悩と精神的荒廃）
- 『太郎物語 青春編』講談社 1976 「大学編」新潮文庫
- 『紅梅白梅』光文社 1977 のち講談社文庫
- 『残照に立つ』主婦と生活社 1977　のち文春文庫
- 『遥かなる歳月』毎日新聞社 1977　「慈悲海岸」角川文庫、集英社文庫
- 『勝者もなく敗者もなく』文藝春秋 1978 のち文庫
- 『不在の部屋』文藝春秋 1979　のち文庫
- 『夫婦の情景』新潮社 1979　のち文庫
- 『神の汚れた手』朝日新聞社 1979-80　のち文庫、文春文庫（産婦人科医を主人公に堕胎と生命の尊厳をテーマにした代表作）
- 『テニス・コート』角川書店 1980　のち文庫、文春文庫
- 『ボクは猫よ』文藝春秋 1982　のち文庫
- 『曽野綾子選集 II』全8巻 読売新聞社 1984-85
- 『時の止まった赤ん坊』毎日新聞社 1984 のち新潮文庫
- 『湖水誕生』中央公論社 1985 のち文庫（高瀬ダム）
- 『この悲しみの世に』主婦と生活社 1986　のち講談社文庫
- 『天上の青』毎日新聞社 1990　のち新潮文庫（大久保清の連続婦女暴行殺人事件を下敷きにして極限の愛を描いた犯罪小説）
- 『一枚の写真』光文社 1990　のち文庫
- 『讃美する旅人』新潮社 1991　のち文庫
- 『夢に殉ず』朝日新聞社 1994　のち文庫、新潮文庫
- 『飼猫ボタ子の生活と意見』河出書房新社 1994　のち文庫
- 『極北の光』新潮社 1995　のち文庫
- 『ブリューゲルの家族 幸せをさがす二十五の手紙』光文社 1995　のち文庫
- 『燃えさかる薪 ある復讐の物語』中央公論社 1995　のち文庫
- 『寂しさの極みの地』中央公論社 1999　のち文庫
- 『陸影を見ず』文藝春秋 2000　のち文庫(核燃料輸送船の航海60日に及ぶ人間の苦悩を描く）
- 『狂王ヘロデ』集英社 2001　のち文庫（ベツレヘムの幼子虐殺で知られるユダヤの王ヘロデの半生を「穴」と呼ばれる唖者の視点で描き出した）
- 『哀歌』毎日新聞社 2005　のち新潮文庫（ルワンダのツチ族虐殺に遭遇した修道女の体験を描く）
- 『観月観世 或る世紀末の物語』集英社 2008　のち文庫

### 短編集
- 『遠来の客たち』筑摩書房、1955　のち角川文庫
- 『望郷の歌』筑摩書房 1955
- 『バビロンの処女市』河出新書 1955
- 『旅愁』筑摩書房 1956
- 『男狩り』角川小説新書 1957
- 『婚約式』東京創元社 1957  のち新潮文庫
- 『雲の白い日に』大日本雄弁会講談社(ロマン・ブックス)1957
- 『プリムラの森』東都書房 1958
- 『能面の家』中央公論社 1960
- 『新鋭文学叢書 曽野綾子集』筑摩書房 1960
- 『海の見える芝生で』新潮社 1961
- 『華やかな手』文藝春秋新社 1961 のち新潮文庫
- 『佳人薄命』東都書房 1962
- 『遊動円木 曽野綾子自選集』冬樹社 1965
- 『永遠の牧歌』三笠書房 1970
- 『一条の光』新潮社 1970  のち文庫
- 『蒼ざめた日曜日 恐怖小説集』桃源社 1971
- 『星と魚の恋物語』新潮社 1972 のち文庫
- 『落葉の声 自選短編集』読売新聞社 1976
- 『愛』文春文庫 1976
- 『話し相手』読売新聞社(昭和世代女流短編集) 1981
- 『遠来の客たち』成瀬書房、1982
- 『雪に埋もれていた物語』講談社文庫 1983
- 『無名詩人』講談社文庫 1983
- 『詩心』新潮文庫 1983
- 『七色の海』講談社文庫 1984
- 『夢を売る商人』講談社文庫 1984
- 『花束と抱擁』新潮文庫 1984
- 『消えない航跡』新潮文庫 1985
- 『アレキサンドリア』文藝春秋 1997　のち文庫
- 『二十三階の夜』河出書房新社 1999　のち文庫
- 『父よ、岡の上の星よ』河出書房新社 1999　のち文庫
- 『雪あかり 初期作品集』講談社文芸文庫 2005
- 『二月三十日』新潮社 2008　のち文庫
- 『椅子の中』扶桑社文庫 2009

- 恐怖小説の名作としてしばしばアンソロジーに収録される『長い暗い冬』
- コルベ神父の最期を記した『落葉の声』
- 戦争に引き裂かれた夫婦の愛の謳う『只見川』などがある。

### 児童向け
- 『ちいさなケイとのっぽのケン』（絵本）集英社 1962
- 『イエスにおべんとうをあげたこども』聖文舎 1975
- 『かみのははマリヤ』聖文舎 1975

### 随筆
- 『かまとと追放』集英社 1961
- 『貘とハイエナ 社会論・人生論』未央書房 1967
- 『誰のために愛するか すべてを賭けて生きる才覚』青春出版社 1970  200万部以上のベストセラーとなった　のち角川文庫、文春文庫
- 『ひたむきに生きる 心のともしび』（対談集）日本テレビ放送網 1971
- 『続 誰のために愛するか(いつも心の底に必要な決心)』青春出版社 1971 のち角川文庫
- 『戒老録 自らの救いのために』祥伝社 1972 （老後の心構えを説く）
- 『私の中の聖書』青春出版社 1975 のち集英社文庫
- 『絶望からの出発 私の実感的教育論』講談社 1975 のち文庫、PHP研究所
- 『人びとの中の私 流されぬ生き方をするために』いんなあとりっぷ社 1977　のち集英社文庫
- 『曽野綾子の好奇心対談』サンケイ出版 1978
- 『私を変えた聖書の言葉』講談社 1978　のち文庫
- 『贈られた眼の記録』朝日新聞社 1982　のち文庫
- 『辛うじて「私」である日々』サンケイ出版 1983 のち集英社文庫
- 『あとは野となれ』(現代のエッセイ) 朝日新聞社 1984　のち文庫
- 『夫婦、この不思議な関係』PHP研究所 1985  のち文庫
- 『愛と許しを知る人びと』海竜社 1985　のち新潮文庫
- 『永遠の前の一瞬』南想社 1986　のち新潮文庫
- 『ほんとうの話』新潮社 1986　のち文庫
- 『心に迫るパウロの言葉』聖母の騎士社 1986　のち新潮文庫
- 『失敗という人生はない 真実についての528の断章』海竜社 1988　のち新潮文庫
- 『バァバちゃんの土地』毎日新聞社 1988　のち新潮文庫
- 『都会の幸福』PHP研究所 1989  のち文庫
- 『聖書の中の友情論』読売新聞社 1990 のち新潮文庫
- 『夜明けの新聞の匂い』新潮社 1990  のち文庫
  - 『狸の幸福 夜明けの新聞の匂い』新潮社 1993　のち文庫
  - 『近ごろ好きな言葉』新潮社 1996　のち文庫
  - 『部族虐殺 夜明けの新聞の匂い』新潮社 1999　のち文庫
  - 『最高に笑える人生 夜明けの新聞の匂い』新潮社 2001　のち文庫
  - 『沈船検死 夜明けの新聞の匂い』新潮社 2003  のち文庫
  - 『戦争を知っていてよかった 夜明けの新聞の匂い』新潮社 2006　のち文庫
  - 『貧困の光景』新潮社 2007 のち文庫
- 『大説でなくて小説』PHP研究所 1992
- 『悲しくて明るい場所』光文社 1992　のち文庫
- 『二十一世紀への手紙 私の実感的教育論』集英社 1992　のち文庫
- 『悪と不純の楽しさ』PHP研究所 1994　のち文庫
- 『昼寝するお化け』小学館 1994  のち文庫
  - 第2集『流行としての世紀末』小学館 1996
  - 第3集『ほくそ笑む人々』1998
  - 第4集『正義は胡乱』2000
  - 第5集『生きるための闘い』2002
  - 第6集『人はなぜ戦いに行くのか』2004
  - 第7集『すぐばれるようなやり方で変節してしまう人々』2006
- 『完本戒老録』祥伝社 1996　のち文庫
- 『運命をたのしむ 幸福の鍵478』海竜社 1997　のち祥伝社黄金文庫
- 『地球の片隅の物語』PHP研究所 1997

『七歳のパイロット 地球の片隅の物語 2』PHP研究所 1998
- 『自分の顔、相手の顔 自分流を貫く生き方のすすめ』講談社 1998
- 『「いい人」をやめると楽になる 敬友録』祥伝社 1999　のち文庫
- 『私日記』海竜社

1 運命は均される 1999
2 現し世の深い音 2002
3 人生の雑事すべて取り揃え 2004
4 海は広く、船は小さい 2006
5　私の愛する妻　2007
6 食べても食べても減らない菜っ葉　2009
7　飛んで行く時間は幸福の印　2012
8　人生はすべてを使いきる 悪い運もいい運も　2014
- 『中年以後』光文社 1999  のち知恵の森文庫、光文社文庫
- 『今日をありがとう 人生にひるまない365日の言葉』徳間書店 2000　のち文庫
- 『それぞれの山頂物語 今こそ主体性のある生き方をしたい』講談社 2000　のち文庫
- 『「ほどほど」の効用 安心録』祥伝社 2000  のち文庫
- 『自分をまげない勇気と信念のことば』PHP研究所 2000　のち文庫、ワック文庫
- 『哀しさ優しさ香しさ』海竜社 2001
- 『安逸と危険の魅力』講談社 2001 のち文庫
- 『人は星、人生は夜空』PHP研究所 2001
- 『現代に生きる聖書』日本放送出版協会 2001 のち祥伝社黄金文庫
- 『至福の境地 自分の顔、相手の顔』講談社 2002　のち文庫
- 『緑の指 ガーデニングの愉しみ』PHPエル新書 2002　のち文庫
- 『原点を見つめて それでも人は生きる』祥伝社 2002 のち文庫
- 『必ず柔らかな明日は来る』徳間書店 2003 のち文庫
- 『アラブの格言』新潮新書 2003
- 『ないものを数えず、あるものを数えて生きていく　幸福録』祥伝社 2003　のち文庫
- 『魂の自由人』光文社 2003　のち文庫
- 『なぜ人は恐ろしいことをするのか』講談社 2003  のち文庫
- 『生活のただ中の神』海竜社 2004
- 『ただ一人の個性を創るために』PHP研究所 2004  のち文庫
- 『人生は最期の日でさえやり直せる』PHP文庫 2004
- 『幸福不感症』小学館文庫 2004
- 『アメリカの論理イラクの論理』ワック 2004
- 『透明な歳月の光』講談社 2005  のち文庫
- 『日本財団9年半の日々』徳間書店 2005。ISBN 4-19-862032-6。
- 『社長の顔が見たい』河出書房新社 2005
- 『「受ける」より「与える」ほうが幸いである』大和書房 2005　「なぜ子供のままの大人が増えたのか」文庫
- 『日本人が知らない世界の歩き方』PHP新書 2006
- 『魂を養う教育悪から学ぶ教育 私の体験的教育論215の提言』海竜社 2006
- 『善人は、なぜまわりの人を不幸にするのか 救心録』祥伝社 2006　のち黄金文庫
- 『孤独でも生きられる。』イースト・プレス 2006
- 『晩年の美学を求めて』朝日新聞社 2006  のち文庫
- 『鍋釜と愛国心』河出書房新社 2007
- 『アバノの再会』朝日新聞社 2007　のち文庫
- 『人生の後半をひとりで生きる言葉』イースト・プレス 2007
- 『平和とは非凡な幸運』講談社 2007
- 『うつを見つめる言葉』イースト・プレス 2007
- 『言い残された言葉』光文社 2008　のち文庫
- 『引退しない人生』海竜社 2008　のちPHP文庫
- 『老いの身辺をさわやかに生きるための言葉』イースト・プレス 2008
- 『本物の「大人」になるヒント 知っておきたい「良識ある人間」の考え方』海竜社 2008
- 『人にしばられず自分を縛らない生き方』扶桑社 2008
- 『非常識家族』徳間書店 2008 のち文庫
- 『言い残された言葉』光文社 2008
- 『生きて、生きて、生きて 愛の極みまで 16人の宣教師』木村博美記録 海竜社 2008
- 『弱者が強者を駆逐する時代』WAC Bunko　2009
- 『貧困の僻地』新潮社 2009　のち文庫
- 『三秒の感謝』海竜社 2010
- 『安心したがる人々』小学館 2010
- 『老いの才覚』ベスト新書 2010
- 『自分の始末』扶桑社 2010
- 『聖書とは愚かな人々の記録である 神から与えられた37の知恵の言葉』青萠堂 2010
  - 改題『聖書を読むという快楽 「私」に与えられた思索のことば』青萠堂 2014
- 『人間の記録 曽野綾子 天駈けるほどの軽やかな魂の自由』外尾登志美編 日本図書センター 2010
- 『疲れない人間関係のヒント』イースト・プレス 2010
- 『幸せの才能』海竜社 2011　のち朝日文庫
- 『自分の始末』扶桑社新書 2011　のち文庫
- 『人生の収穫』河出書房新社 2011　のち文庫
- 『人生の旅路』河出書房新社 2011
- 『人生の第四楽章としての死』徳間書店 2011　「誰にも死ぬという任務がある」文庫
- 『図解いま聖書を学ぶ』ワック 2011
- 『生活の中の愛国心』河出書房新社 2011
- 『魂を養う教育悪から学ぶ教育』PHP研究所 2011
- 『地球の片隅の物語』PHP研究所 2011
- 『年をとる楽しさ』イースト・プレス 2011
- 『人にしばられず自分を縛らない生き方』扶桑社新書 2011
- 『揺れる大地に立って 東日本大震災の個人的記録』扶桑社 2011
- 『朝はアフリカの歓び』文藝春秋 2012　のち文庫
- 『ある成功者の老後』河出書房新社 2012
- 『国家の徳』産経新聞出版 2012
- 『この世に恋して 曽野綾子自伝』ワック 2012
- 『幸せは弱さにある いまを生きる「聖書の話」』イースト・プレス 2012
- 『自分の財産』産経新聞出版 2012
- 『堕落と文学 作家の日常、私の仕事場』新潮社 2012　「立ち止まる才能 創造と想像の世界」文庫
- 『人間の基本』新潮新書 2012
- 『働きたくない者は、食べてはならない』ワック 2012
- 『老年になる技術 曽野綾子の快老録』海竜社 2012
- 『叔母さん応援団』河出書房新社 2012
- 『生きる姿勢』河出書房新社 2013
- 『うつを見つめる言葉 心がらくになる処方箋』イースト・プレス 2013
- 『思い通りにいかないから人生は面白い』三笠書房 2013
- 『親の計らい』扶桑社新書 2013
- 『幸せは弱さにある』イースト新書 2013
- 『人生の原則』河出書房新社 2013
- 『想定外の老年 納得できる人生とは』ワック 2013
- 『曽野綾子の人生相談』いきいき出版局 2013
- 『人間関係』新潮新書 2013
- 『人間にとって成熟とは何か』幻冬舎新書 2013
- 『不幸は人生の財産』小学館 2013
- 『安心と平和の常識 「安心して暮らせる生活」など、もともとこの世にない』ワック文庫 2014
- 『風通しのいい生き方』新潮新書 2014
- 『辛口・幸福論 生きるすべてを「真剣な遊び」に』新講社 ワイド新書、2014
- 『自分の財産』扶桑社新書 2014
- 『酔狂に生きる』河出書房新社 2014
- 『人間になるための時間』小学館新書 2014
- 『老いの冒険 人生でもっとも自由な時間の過ごし方』興陽館 2015
- 『苦しみあってこそ人生 曽野綾子の箴言集』海竜社 2015
- 『旅は私の人生 時に臆病に時に独りよがりに』青萠堂 2015
- 『端正な生き方』扶桑社 2015
- 『人間の愚かさについて』新潮新書 2015
- 『私の漂流記』河出書房新書　2017.12
- 『人間の義務』新潮新書 2020.6（『波』・『新潮45』掲載を書籍化、全21話収録）
- 『コロナという「非日常」を生きる』ワック 2020.10
- 『自分の価値』扶桑社新書 2021.11
- 『人生を整える距離感の作法』マガジンハウス新書 2022.5
- 『人生の疲れについて』扶桑社新書 2022.5
- 『人生は、日々の当たり前の積み重ね』中公新書ラクレ 2022.12

### ノンフィクション ・レポート
- 『生贄の島 沖縄女生徒の記録』講談社 1970 のち角川文庫、文春文庫
- 『ひめゆり隊の記録』偕成社(ノンフィクション物語)　1973
- 『ある神話の背景 沖縄・渡嘉敷島の集団自決』文藝春秋 1973 のち角川文庫、PHP文庫　「沖縄戦・渡嘉敷島「集団自決」の真実 日本軍の住民自決命令はなかった!」ワック文庫
- 『アラブのこころ』サンケイ新聞社出版局 1976　のち集英社文庫
- 『コルベ神父物語』聖母の騎士社 1982
- 『砂漠・この神の土地 サハラ縦断記』朝日新聞社 1985　のち文庫
- 『失われた世界、そして追憶 マヤ・アステカ私的紀行』PHP研究所 1990　のち文庫
- 『神さま、それをお望みですか 或る民間援助組織の二十五年間』文藝春秋 1996　のち文庫

### 共編著
- 『新編人生の本』全12巻 江藤淳共編 文藝春秋 1971-72
- 『愛のあけぼの』三浦朱門,遠藤周作 読売新聞社 1976
- 『何のための教育か』村井資長 講談社 1978
- 『聖パウロの世界をゆく』（編著）講談社 1982
- 『別れの日まで 東京バチカン往復書簡』尻枝正行 講談社 1983 のち新潮文庫
- 『生と死を考える』アルフォンス・デーケン共編 春秋社 1984
- 『旅立ちの朝に 愛と死を語る往復書簡』デーケン 角川書店 1985　のち新潮文庫
- 『ギリシアの神々』田名部昭 講談社 1986　のち文庫
- 『ギリシアの英雄たち』田名部昭 講談社 1990　のち文庫
- 『雪原に朝陽さして 函館トラピスト修道院神父との往復書簡』高橋重幸 小学館 1991 - のちライブラリー
- 『大声小声』上坂冬子 講談社 1992
- 『親子、別あり』三浦太郎 PHP研究所 1993　のち文庫
- 『大声小声もう一声』上坂冬子 講談社 1993
- 『ギリシア人の愛と死』田名部昭 講談社 1995　のち文庫
- 『湯布院の月』坂谷豊光 毎日新聞社 1998
- 『人はみな「愛」を語る 結婚のかたち、人生のかたち、幸せのかたち』三浦朱門 青春出版社 1999
- 『聖書の土地と人びと』三浦朱門,河谷龍彦 新潮文庫 2001
- 『なぜ日本人は成熟できないのか』クライン孝子 海竜社 2003
- 『愛のために死ねますか』結城了悟 中経出版 2008
- 『老い楽対談』上坂冬子 海竜社 2009　「冬子と綾子の老い楽人生」朝日文庫
- 『いまを生きる覚悟』クライン孝子共著 致知出版社 2012
- 『愛に気づく生き方』三浦朱門共著　青春新書PLAY BOOKS 2013
- 『この世の偽善 人生の基本を忘れた日本人』金美齢共著 PHP研究所 2013
- 『人間の目利き アラブから学ぶ「人生の読み手」になる方法』吉村作治共著 講談社 2014
- 『野垂れ死にの覚悟』近藤誠共著 ベストセラーズ 2014
- 『響き合う対話 文学と宗教、そして生きること』岡井隆共著 佼成出版社 2014
- 『夫婦のルール』三浦朱門共著 講談社 2014

## 翻訳
- 天国は配当を払わない リヒアルト・カウフマン 三浦朱門共訳 大日本雄弁会講談社 1956 (ミリオン・ブックス)
- オズのまほうつかい ライマン・フランク・バーム 講談社 1963 (世界名作童話全集
- 小公女 バーネット 講談社 1964 (少年少女新世界文学全集　のち青い鳥文庫 1985
- アンデルセン名作選 1-6 フレーベル館 1965-69 (トッパンのステレオえほん)
- 赤毛のアン モンゴメリー 少年少女世界の文学 河出書房 1966
- グリム名作選 1-6 フレーベル館 1967-68 (トッパンのステレオえほん)
- しろいやぎビケット フランソワーズ 講談社 1971 (世界の絵本 アメリカ)
- あしながおじさん ウェブスター 講談社 1972 のち青い鳥文庫
- おうじょとあかちゃん ジャニス・クラマー 聖文舎 1974
- にわでのやくそく ロナルド・シュレーゲル 聖文舎 1974
- さかなにたべられたヨナ M.M.ブレム 聖文舎 1975
- たねなしパンのおはなし メアリーウォーレン 聖文舎 1975
- ひとびとのいのちをすくったおうひ キャロル・グリーン 聖文舎 1975
- 未亡人 リン・ケイン 鶴羽伸子共訳 文藝春秋 1975 のち文庫
- かみのつくったせかい 創世記1-2章 Alyce Bergey 聖文舎 1975
- ノアのはこぶね ルカ2章1-20 Jane Latourette 聖文舎 1975
- ダビデと三ぼんのや サムエル記上18-20章 Alyce Bergey 聖文舎 1976
- サムソンのちからのひみつ 士師記13章-16章　Loyal Kolbrek,Chris Larson 聖文舎 1976
- しずみかけたボート マタイによる福音書14章22-33マルコによる福音書6章45-51 Mary Warren 聖文舎 1976
- てんごくのたしざん ルカによる福音書21章1-4 Walter Wangerin Jr. 聖文舎 1976
- てんしがうたうよる ルカによる福音書2章8-20 Allan Ross 聖文舎 1976
- スポック博士の家庭教育 ベンジャミン・スポック 鶴羽伸子共訳　紀伊国屋書店 1977
- いえをとびだしたむすこ ルカによる福音書15章11-32 Irene Elmer 聖文舎 1977
- しんせつなサマリヤのひと ルカによる福音書10章25-37 Janice Kramer 聖文舎 1977
- 聖書物語 フィリップ・ターナー 三浦朱門共訳 小学館 1981
- クリスマスものがたり ブライアン・ワイルドスミス 太平社 1990
- ジャックせんせいのおどろ木 ブライアン&レベッカ・ワイルドスミス 太平社 1994
- 希望の扉を開く ヨハネ・パウロII世 三浦朱門共訳 同朋舎出版 1996　のち新潮文庫
- 幸福の王子 オスカー・ワイルド バジリコ 2006

## 外国語訳
- Watcher from the Shore.　「神の汚れた手」 Edward Putzar 1990
- No Reason for Murder. 「天上の青」Edward Putzar 2003
- Sineva nebes ロシア語

### 2015年現在の連載状況
- 「透明な歳月の光」（産経新聞他、北国新聞など地方紙にも掲載）
- 「私日記」（Voice）
- 「人間関係愚痴話」（新潮45）
- 「昼寝するお化け」（週刊ポストで隔週）
- 「小説家の身勝手」（WiLL）
- 「イエスの実像に迫る」（隔月刊『みるとす』）

## 曽野作品に関する批評・研究
評伝
- 『神の木偶 曽野綾子の魂の世界』鶴羽伸子(主婦の友社) - 鶴羽と曽野は1981年から20年間絶縁関係にあったが、2001年、末期癌に侵された鶴羽から再び曽野に連絡が入り、鶴羽が翌2002年12月に死亡するまで交際が続いた。『Voice』連載の「私日記」26回（2002年2月発行）参照。

## テレビ出演
- 第19回NHK紅白歌合戦（1968年12月31日、NHK総合・ラジオ第1） - 審査員
- いのちの響（1999年8月15日、TBS）